# Janassa
Il genere di squali preistorici Janassa Sepkoski, 2002 è estinto. Appartiene alla famiglia Janassidae ed all'ordine Petalodontiformes, composto da squali molto antichi imparentati alle odierne chimere. Questi pesci cartilaginei vivevano in ambiente marino nelle zone che oggi corrispondono agli Stati Uniti d'America ed all'Europa nel periodo storico compreso tra il Carbonifero ed il Permiano. Le tracce di questi pesci sono principalmente dovute ai denti, ed a rari e mal conservati fossili interi rinvenuti in Germania.

## Aspetto
Osservando i fossili si deduce che gli Janassa avevano un corpo piatto simile a quello delle razze odierne.

## Alimentazione
Sembra che rompessero il guscio e si nutrissero di animali come i brachiopodi.

## Tassonomia
Esistono 5 specie (tutte estinte) che sono state assegnate al genere Janassa
- Janassa bituminosa Schlotheim, 1820
- Janassa clavata M'Coy, 1855
- Janassa kochi Nielsen, 1932
- Janassa clarki Lund, 1989
- Janassa unguicula Eastman, 1903